# Julio César Romero
Julio César Romero, poznat i kao Romerito (Luque, 28. kolovoza 1960.) je bvši paragvajski nogometaš i nacionalni reprezentativac. Romero je jedan od najboljih nogometaša u paragvajskoj nogometnoj povijesti. On je jedini paragvajski nogometaš koji se našao na Peléovom popisu 125 najvećih živućih nogometaša iz ožujka 2004. godine povodom stogodišnjice FIFA-e.

## Karijera
Romero započinje 1977. godine svoju seniorsku karijeru u loklalnom klubu Sportivo Luqueño. Dvije godine kasnije, 1979., debitira za paragvajsku reprezentaciju s kojom iste godine osvaja Copa Américu. 
Godine 1980. se pridružio sada ugašenom klubu New York Cosmos, gdje je igrao uz velikane kao što su Carlos Alberto i Franz Beckenbauer. Kasnije, Romero je preselio u Brazil gdje igra za Fluminense. Igrajući za Fluminense, 1985. godine, izabran je za južnoameričkog nogometaša godine. 
Nakon kratkog igranja za Barcelonu u Španjolskoj i meksički Puebla FC Romero se vratio u Južnu Ameriku gdje je nastavio svoju karijeru u paragvajskim klubovima Olimpia, Club Cerro Corá i Sportivo Luqueño i čileanskom La Serena. Karijeru je završio u Sportivo Luqueño.
Tijekom svoje karijere zabio je nešto više od 400 golova.